# Episodi di King of the Hill (terza stagione)
La terza stagione della serie animata King of the Hill, composta da 25 episodi, è stata trasmessa negli Stati Uniti su Fox dal 15 settembre 1998 al 18 maggio 1999.
In Italia la stagione è stata trasmessa su Fox, dal 3 marzo al 26 maggio 2004.
| n° | Codice di produzione | Titolo originale                         | Titolo italiano                      | Prima TV USA      | Prima TV Italia |
| -- | -------------------- | ---------------------------------------- | ------------------------------------ | ----------------- | --------------- |
| 1  | 5E24                 | Death of a Propane Salesman              | Il boom del propano (seconda parte)  | 15 settembre 1998 | 3 marzo 2004    |
| 2  | 3ABE01               | And They Call It Bobby Love              | Un amore impossibile                 | 22 settembre 1998 | 9 marzo 2004    |
| 3  | 5E20                 | Peggy's Headache                         | Lo stress di Peggy                   | 6 ottobre 1998    | 10 marzo 2004   |
| 4  | 3ABE02               | Pregnant Paws                            | Gravidanze difficili                 | 13 ottobre 1998   | 16 marzo 2004   |
| 5  | 3ABE05               | Next of Shin                             | Fuga da Las Vegas                    | 3 novembre 1998   | 17 marzo 2004   |
| 6  | 3ABE07               | Peggy's Pageant Fever                    | Tardona sarai tu                     | 10 novembre 1998  | 23 marzo 2004   |
| 7  | 3ABE08               | Nine Pretty Darn Angry Men               | Gruppo di confronto                  | 17 novembre 1998  | 24 marzo 2004   |
| 8  | 3ABE04               | Good Hill Hunting                        | Benvenuti a La Grunta                | 1º dicembre 1998  | 30 marzo 2004   |
| 9  | 3ABE10               | Pretty, Pretty Dresses                   | Crisi d'identità                     | 15 dicembre 1998  | 31 marzo 2004   |
| 10 | 3ABE11               | A Firefighting We Will Go                | Pompieri per un giorno               | 12 gennaio 1999   | 6 aprile 2004   |
| 11 | 3ABE03               | To Spank with Love                       | Il vecchio sculaccio                 | 19 gennaio 1999   | 7 aprile 2004   |
| 12 | 3ABE12               | Three Coaches and a Bobby                | Football o calcio?                   | 26 gennaio 1999   | 13 aprile 2004  |
| 13 | 3ABE14               | De-Kahnstructing Henry                   | Una doppia famiglia                  | 2 febbraio 1999   | 14 aprile 2004  |
| 14 | 3ABE09               | The Wedding of Bobby Hill                | Oggi sposi                           | 9 febbraio 1999   | 20 aprile 2004  |
| 15 | 3ABE15               | Sleight of Hank                          | Lo stupefacente Herrera              | 16 febbraio 1999  | 21 aprile 2004  |
| 16 | 3ABE06               | Jon Vitti Presents: 'Return to La Grunta | Coccole da cetaceo                   | 23 febbraio 1999  | 27 aprile 2004  |
| 17 | 3ABE16               | Escape from Party Island                 | Miniature che passione               | 16 marzo 1999     | 28 aprile 2004  |
| 18 | 3ABE13               | Love Hurts and So Does Art               | Colon artistico                      | 23 marzo 1999     | 4 maggio 2004   |
| 19 | 3ABE18               | Hank's Cowboy Movie                      | Hank regista                         | 6 aprile 1999     | 5 maggio 2004   |
| 20 | 3ABE17               | Dog Dale Afternoon                       | Quel pomeriggio di un giorno da Dale | 13 aprile 1999    | 11 maggio 2004  |
| 21 | 3ABE19               | Revenge of the Lutefisk                  | La vendetta del lutefisk             | 20 aprile 1999    | 12 maggio 2004  |
| 22 | 3ABE20               | Death and Texas                          | Una clessidra da sballo              | 27 aprile 1999    | 18 maggio 2004  |
| 23 | 3ABE21               | Wings of the Dope                        | L'angelo di Buckley                  | 4 maggio 1999     | 19 maggio 2004  |
| 24 | 3ABE22               | Take Me out of the Ball Game             | Una partita movimentata              | 11 maggio 1999    | 25 maggio 2004  |
| 25 | 3ABE23               | As Old as the Hills                      | Venti anni di onorato servizio       | 18 maggio 1999    | 26 maggio 2004  |

## Il boom del propano (seconda parte)
- Titolo originale: Death of a Propane Salesman
- Diretto da: Lauren MacMullan
- Scritto da: Alan R. Cohen e Alan Freedland

### Trama
Dopo l'esplosione, i soccorsi dichiarano che non vi è nessun sopravvissuto all'esplosione. Ad un certo punto tra le fiamme spunta fuori Hank, che aveva previsto il disastro in tempo per salvare Luanne, rimasta però senza capelli. Ma cosa più importante, non vi è traccia del giovane Buckley.